# Irreligious
Irreligious es el segundo álbum de la banda portuguesa Moonspell producido y publicado en 1996.
Algunas personas clasifican a este disco, junto con Wolfheart y Darkness and Hope como los discos más importantes e influyentes de Moonspell.
Los conocidos temas 'Opium', 'Awake', 'Herr Spiegelmann' y 'Ruin & Misery' pertenecen a este disco.

## Listado de canciones
1. Perverse... Almost Religious
2. Opium
3. Awake!
4. For A Taste Of Eternity
5. Ruin & Misery
6. A Poisoned Gift
7. Subversion
8. Raven Claws
9. Mephisto
10. Herr Spiegelmann
11. Full Moon Madness

- Datos: Q958155